# فوجیمینو، سایتاما
فوجیمینو در استان سایتاما در کشور ژاپن  واقع شده است  که دارای جمعیت ۱۰۳٬۷۲۴ نفر و مساحت ۱۴٫۶۷ کیلومتر مربع با تراکم جمعیت ۷٬۰۷۰  نفر در کیلومترمربع است و در تاریخ ۱ اکتبر ۲۰۰۵ به عنوان شهر شناخته شد.